# Evgenia Jigulenko
Evgenia Andreevna Jigulenko (em russo:  Евгения Жигуленко) foi uma aviadora, navegadora nas Bruxas da Noite durante a Segunda Guerra Mundial. Pelo seu serviço militar, ela foi agraciada com o título de Heroína da União Soviética no dia 23 de fevereiro de 1945.

## Prémios
- Heroína da União Soviética[2]
- Ordem de Lenin
- Duas Ordens do Estandarte Vermelho[3][4]
- Duas Ordens da Guerra Patriótica de 1ª Classe[5][6]
- Duas Ordens da Estrela Vermelha[7]
- Outras medalhas de campanha